# Bracon semialbus
Bracon semialbus är en stekelart som beskrevs av Szepligeti 1904. Bracon semialbus ingår i släktet Bracon och familjen bracksteklar. Inga underarter finns listade.